# Grantown-on-Spey
Grantown-on-Spey (Baile Ùr nan Granndach en gaélique (gd)) est une ville d'Écosse, située dans la région des Highlands, même si historiquement elle faisait partie du Moray. Elle est située à 32 kilomètres au sud-est d'Inverness. Elle est la plus grande ville de la région productrice de whisky du Strathspey.

## Histoire
Elle a été fondée en 1765, en tant que ville nouvelle, sur un plateau dominant le Spey, sur les derniers contreforts au nord des Cairngorms. Elle a été nommée Grantown en l'honneur de Sir James Grant, la mention -on-Spey n'a été rajoutée qu'en 1898.

## Sports
La ville abrite le club de football Strathspey Thistle (en) qui évolue en Highland Football League.

## Personnalités
- John Olav Kerr, diplomate et homme politique
- Craig MacLean, coureur cycliste sur piste

## Jumelages
- Notre-Dame-de-Monts
- Grant Town